# Histoire de l'espéranto
Cet article concerne l'histoire de l'espéranto en tant que langue, de sa création en 1887 à aujourd'hui. Pour les autres significations, voir Espérantie.

Extension actuelle de l’espéranto dans le monde

L’espéranto est la langue internationale auxiliaire, globalement agglutinante, utilisée comme langue véhiculaire par des personnes provenant d’au moins 120 pays à travers le monde ; certains locuteurs nomment « Espérantie » la zone linguistique formée des lieux géographiques où ils se trouvent. L’Académie d'espéranto contrôle entre autres l'introduction de mots découlant d'inventions ou de notions nouvelles.
Dans une brochure d'une quarantaine de pages publiée en 1887, la langue qui deviendra l'espéranto apparaît pour la première fois sous le nom de Lingvo Internacia (« Langue internationale »). Son auteur, Louis-Lazare Zamenhof, a le projet de faciliter la communication entre personnes de langues différentes à travers le monde entier. Dans cette première publication, après un travail acharné de plus d'une décennie, Zamenhof avait utilisé le pseudonyme de Doktoro Esperanto (« Docteur Espérant », « Docteur qui espère »), d'où le nom sous lequel la langue s'est popularisée par la suite.
Dès 1888, une revue est éditée, La Esperantisto - L'espérantiste -. L'empire russe incluait le plus grand nombre de locuteurs dans cette période appelée de ce fait la "période russe". Le soutien apporté par Tolstoï à la langue en 1894 a un fort écho et la revue est interdite en Russie mais renait en Suède avec un nouveau titre, Lingvo Internacia.
Après une vingtaine d’années d’évolutions concernant surtout un premier enrichissement du vocabulaire, les bases de la langue sont fixées par le Fundamento de Esperanto et votées à l'unanimité au premier congrès en 1905. L'objectif est, à l'instar des langues traditionnelles, de stabiliser les bases de la langue tout en facilitant son évolution générale, de maintenir sa cohérence et de faciliter l'apprentissage. Quelques intellectuels, très peu suivis, ont développé au cours du XXe siècle des propositions de réformes qui ont abouti parfois à la création d’autres langues ou ébauches, telles l'ido ou le mondlango. Quelques idées ont été toutefois reprises dans l’espéranto. Des propositions de réforme sur tel ou tel point précis ont été ou sont encore généralement suggérées par une partie des locuteurs eux-mêmes, qui désirent corriger ce qu’ils considèrent comme des imperfections de la langue ou des entraves à sa diffusion. Ces diverses propositions partent donc généralement d’un sentiment d’attachement à la langue elle-même.
L'espéranto est maintenant devenu une langue vivante, dotée d’une littérature qui deviendrait inaccessible si des réformes trop importantes étaient introduites trop rapidement. Ceci n'est pas contradictoire avec le fait que, comme les autres langues vivantes qui ont aussi un noyau stable, l'espéranto continue d’évoluer sous l'impulsion de ses utilisateurs.

## Avant 1887 – Genèse
Les pré-espéranto (Pra-Esperanto ou Praesperanto en espéranto) sont les deux langues sur lesquelles a travaillé Louis-Lazare Zamenhof, créateur de l’espéranto, avant de travailler sur ce dernier. Connue sous le nom de Lingwe uniwersala et Lingvo universala (parfois Praesperanto I et II ou Praesperanto 1878 et 1881), ces langues permettent de comprendre comment Zamenhof en est venu à la création de l’espéranto. Bien que tous les manuscrits de Zamenhof sur ces deux langues aient été brûlés, deux grammaires ont pu être extraites des corpus existants et être comparées à celle de l’espéranto.

### Lingwe Uniwersala

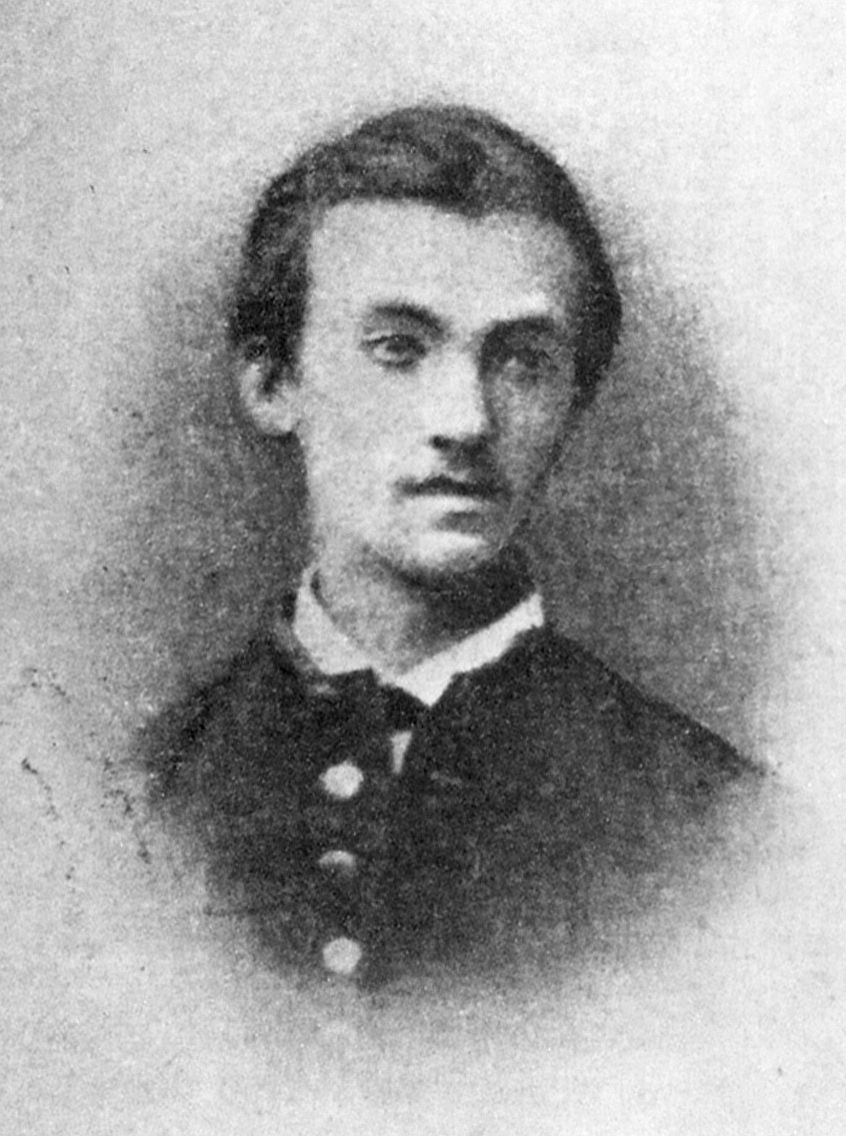
Photographie de Louis-Lazare Zamenhof à l'âge de 20 ans (1879)

En 1878, Louis-Lazare Zamenhof ébauche à l'âge de 19 ans un premier projet de Lingwe Uniwersala. Cet essai est la réponse d'un jeune homme polyglotte, poète, très logique, sensible face à un contexte linguistique politique et social extrêmement tendu dans lequel se trouve la Pologne à cette époque, et en particulier sa ville Białystok, habitée par des Polonais, des Allemands, des Russes et des Juifs qui s'y côtoient sans même se comprendre. Cette première ébauche sera détruite par son père, craignant que lors des voyages d'études de son fils en Russie, il soit pris pour un espion.
À l'heure actuelle, seulement quatre lignes de l'étape Lingwe uniwersala, de l'année 1878, nous restent. Il s'agit d'un morceau de chanson que composa Zamenhof :  
|  | Malamikete de las nacjes,   |  | Inimitié des nations,                      |
|  | Kadó, kadó, jam temp' está; |  | Tombe, tombe, maintenant c'est le moment ; |
|  | La tot' homoze in familje   |  | Toute l'humanité, en une famille           |
|  | Konunigare so debá.         |  | Doit s'unir.                               |

En espéranto moderne, ce serait :
|  | Malamikeco de la nacioj,     |  | Inimitié des nations,                      |
|  | Falu, falu, jam temp' estas; |  | Tombe, tombe, maintenant c'est le moment ; |
|  | La tuta homar' en familion   |  | Toute l'humanité, en une famille           |
|  | Kununuigi sin devas.         |  | Doit s'unir.                               |

### Lingvo universala
Zamenhof améliore ce premier essai et aboutit à la Lingvo universala en 1881. Suivent ensuite quelques années d’amélioration avant d’aboutir à l’espéranto tel qu’il est connu à la fin de la décennie.
Un exemple de cette deuxième étape de la langue est l'extrait d'une lettre de 1881 :
Ma plej kara miko, kvan ma plekulpa plumo faktidźas tiranno pu to. Mo poté de cen taj brivoj kluri, ke sciigoj de fu-ći specco debé blessi tal fradral kordol…
Espéranto actuel : Mia plej kara amiko, neniam mia senkulpa plumo fariĝus tirano por vi. Mi povas de cent viaj leteroj konkludi, ke sciigoj de tiu ĉi speco devas vundi vian fratan koron…
(Mon cher ami, comment ma plume est-elle devenue un tyran pour toi. De la centaine de tes lettres, je peux conclure que des annonces de ce genre doivent blesser ton cœur fraternel…)
L'alphabet comportait toutes les lettres suivantes :
a á b c ć d dź e é f g h ħ i j k l m n o ó p r s ś t u ŭ v z ź
et les diacritiques ne sont pas encore fixées. En comparaison, les lettres actuelles :
a b c ĉ d e f g ĝ h ĥ i j ĵ k l m n o p r s ŝ t u ŭ v z

## 1887 – Naissance de l'espéranto

### Langue Internationale

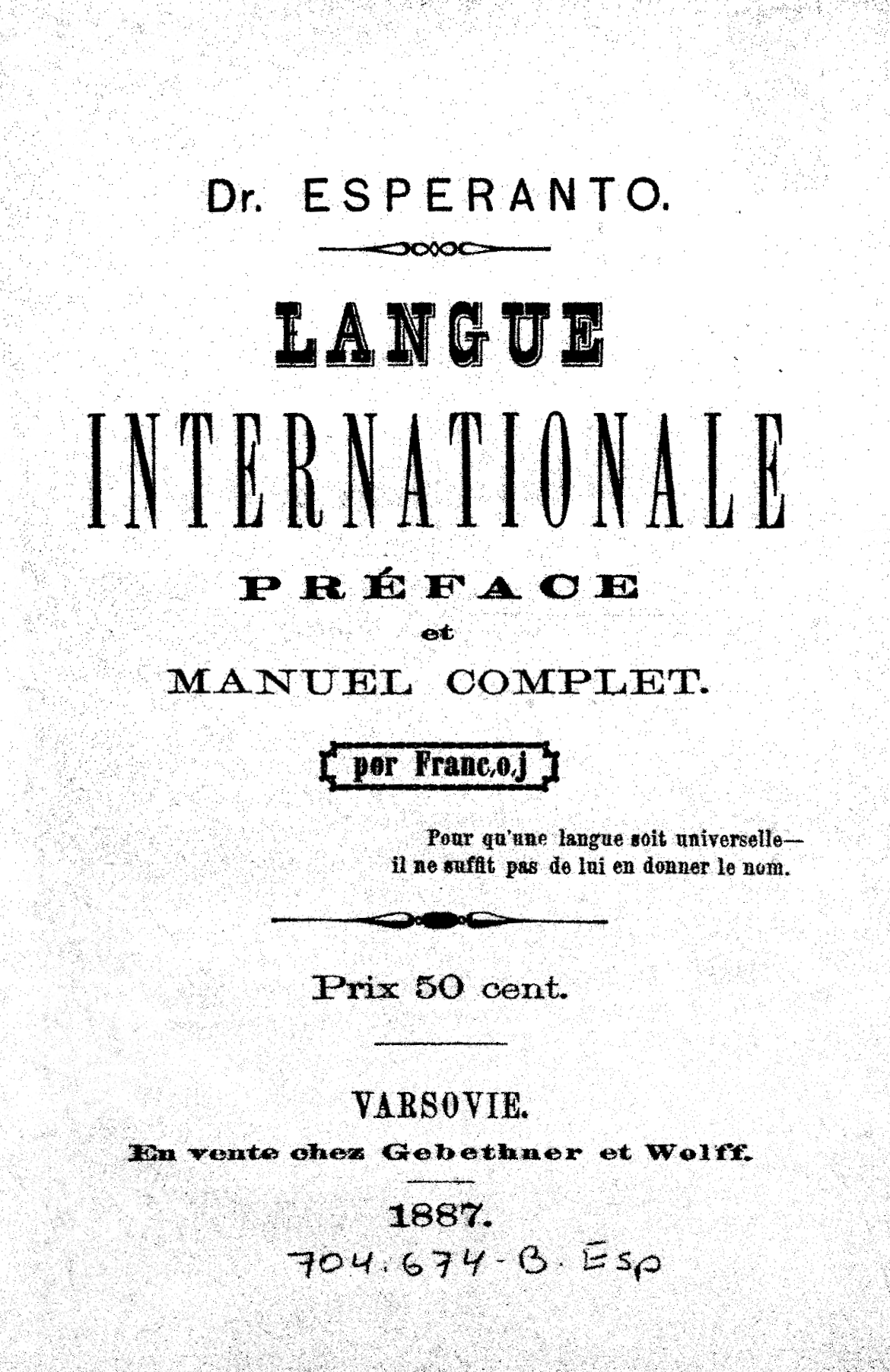
Langue Internationale, le premier manuel d'apprentissage publié en 1887 par Louis-Lazare Zamenhof, ici en version française

En 1887, à l'âge de 28 ans, Zamenhof présente une nouvelle version de son projet de langue, largement retravaillé, sous le nom de Langue Internationale, qu’il signe du pseudonyme de Doktoro Esperanto (« Le docteur qui espère », dans la langue internationale).
La grande facilité relative de la langue s'explique par plusieurs traits conjoints qui combinent la simplicité (petit nombre d'éléments à apprendre), la régularité (pas d'exceptions), et la clarté (à toute variation dans la pensée correspond quasiment toujours une variation concomitante dans la langue).
En phonétique : l'écriture est phonétique, l'accent tonique est régulier.
Pour la grammaire : les 4 catégories de mots lexicaux (substantifs, adjectifs, verbes à l'infinitif, adverbes dérivés) se reconnaissent à leur voyelle finale détachable ou désinence, respectivement o, a, i, e ; la conjugaison est pleinement régulière avec en tout et pour tout six désinences, une pour chacun des trois temps fondamentaux de l'indicatif et une pour les trois autres modes essentiels retenus ; les séries de mots grammaticaux (article, numéraux, pronoms...) sont régulières.
Pour le vocabulaire: les racines sont  internationales, souvent communes à de nombreuses langues et connues à plus de 75% dans les principales langues de communication internationales d'origine européenne. Ce sont des morphèmes toujours invariables ; une cinquantaine d'affixes réguliers diminue drastiquement le nombre de mots à apprendre ; les homonymes, les expressions idiomatiques et la polysémie des mots sont rares etc.
Dans sa préface du premier manuel publié le 26 juillet 1887 dans sa version russe, Zamenhof expose ses principes :
1. Que la langue soit extrêmement facile, de manière qu’on puisse l’apprendre, comme qui dirait, en passant.
2. Que chacun qui apprendra cette langue, puisse aussitôt en profiter pour se faire comprendre des personnes de différentes nations, soit qu’elle trouve l’approbation universelle, soit qu’elle ne la trouve pas, c’est-à-dire, que cette langue puisse servir d’emblée de véritable intermédiaire aux relations internationales.
3. Trouver les moyens de surmonter l’indifférence de la plupart des hommes, et d'inciter les masses à faire usage de la langue présentée, comme d’une langue vivante, mais non pas uniquement à l’aide du dictionnaire.

### Sources lexicales
Le lexique de la langue internationale auxiliaire est formé principalement : à partir de racines indo-européennes qui sont présentes dans des langues parlées par environ la moitié de la population mondiale, les autres familles de langues étant très différentes les unes des autres ; plus précisément à partir des principales langues de communication internationale ;  les racines grecques et surtout latines  sont majoritaires ou très nombreuses dans les langues européennes les plus parlées ; à la fin du dix-neuvième siècle l’anglais, le français et l’allemand sont les trois principales langues de communication internationale et sont en concurrence entre elles ; l’espéranto utilise principalement des racines romanes et germaniques comme ces trois langues, avec une proportion de racines romanes un peu plus forte qu’en anglais et allemand .
Les morphèmes grammaticaux doivent beaucoup au latin (participes en -nt- et -t-, nombreux adverbes et prépositions, série des numéraux) et dans une moindre mesure au grec ancien (j du pluriel, n de l'accusatif, conjonction kaj « et »). Une toute petite partie selon certains, mais aucune selon d'autres, est construite a priori sans référence évidente à des langues existantes (le pronom personnel ĝi ) ; le suffixe -uj- dénotant un contenant total est peut-être emprunté à la finale du français étui …; certains mots sont  profondément remaniés à partir d'éléments rappelant ceux de langues préexistantes, comme la série régulière des corrélatifs.
Zamenhof a suivi diverses méthodes pour adapter ses sources lexicales à l'espéranto. Le plus grand nombre a été simplement adapté à la phonétique et l'orthographe de la langue : 
- tantôt davantage à partir de la prononciation (ex. trotuaro du français trottoir ; beleco « beauté » de l'italien bellezza ; ŝuo « chaussure » de l'anglais shoe, le néerlandais schoen, et de l'allemand Schuh) ;
- tantôt à partir de la forme écrite (ex. semajno « semaine », soifi « avoir soif » empruntés au français ; birdo « oiseau », teamo « équipe » empruntés à l'anglais).

Lorsque plusieurs de ses sources comportaient des mots proches par la forme et le sens, Zamenhof a souvent créé un moyen terme. Exemples :
- ĉefo « chef », cf. français chef / anglais chief ;
- forgesi « oublier », cf. allemand vergessen / néerlandais vergeten / anglais to forget ;
- gliti « glisser », cf. français glisser / allemand gleiten / néerlandais glijden / anglais to glide ;
- lavango « avalanche », cf. français avalanche / italien valanga / allemand Lawine ;
- najbaro « voisin », cf. allemand Nachbar / néerlandais nabuur / anglais neighbour.

Les radicaux sont parfois davantage altérés que ne le nécessiterait la simple adaptation phonétique ou orthographique :
- pour éviter d'avoir des radicaux homophones : lafo « lave (volcanique) » car lavi signifie « laver », pordo « porte » car la racine port- appartient déjà au verbe porti qui signifie « porter » ;
- pour différencier plusieurs sens : pezi « peser (être pesant) » / pesi « peser (mesurer le poids) » du français peser, helico « hélice » / heliko « escargot » du latin helix ;
- pour éviter des confusions avec des affixes ayant déjà un autre sens en espéranto : mateno « matin » (-in- marquant le sexe féminin), rigardi « regarder » (re- marquant la répétition) ;
- pour abréger des mots longs : asocio « association », terni « éternuer ».

## Fin duXIXesiècle– diffusion et dernières réformes fondamentales
Les lettres accentuées posant un souci d’écriture pour certains imprimeurs aux premiers temps de la langue, Zamenhof préconise, quand celles-ci ne peuvent être utilisées, dès 1888 dans Aldono al La Dua Libro de l’ Lingvo Internacia ce qui est aujourd’hui connu sous le nom de « système h » (repris dans le Fundamento de Esperanto) : il s’agit de remplacer le cas échéant les lettres avec accent par les lettres correspondantes sans accent en les faisant suivre de la lettre h, sauf pour le ŭ, qui est remplacé par un u simple :
- serĉi (chercher) → serchi,
- manĝi (manger) → manghi,
- ĥirurgio (chirurgie) → hhirurgio,
- ĵurnalo (journal) → jhurnalo,
- ŝuo (chaussure) → shuo,
- malgraŭ (malgré) → malgrau.

Dans le même ouvrage, Zamenhof transforme les corrélatifs de temps, qui finissent à l’époque en -an, pour leur donner la terminaison -am utilisée aujourd’hui, ceci afin d'éviter une confusion avec une terminaison à l'accusatif.

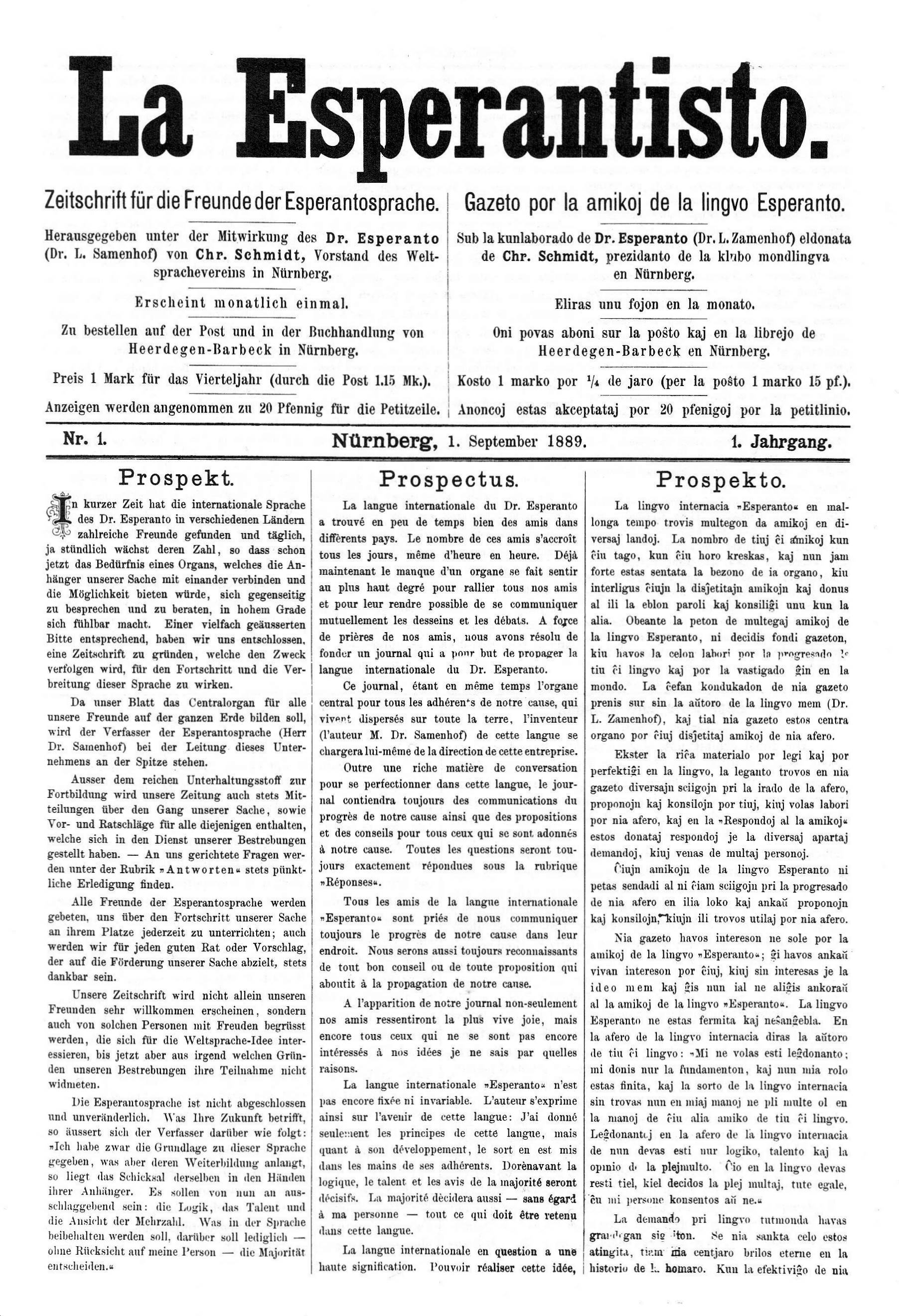
La une du premier numéro de La Esperantisto

À Nuremberg paraît en 1889 La Esperantisto, le premier journal en langue internationale. Le cercle des personnes qui se lancent dans son étude s'agrandit. La liste des mille premières adresses paraît la même année avec cinq noms en France, dont celui de Louis de Beaufront. Plus de 60 % des abonnés de La Esperantisto sont russes en 1895.
 À partir de 1894, une forte accélération de la diffusion de l’espéranto a lieu, quand le grand écrivain russe Léon Tolstoï déclare : "Les sacrifices que fera tout homme de notre monde européen en consacrant quelque temps à l'étude de l'espéranto sont tellement petits, et les résultats qui peuvent en découler tellement immenses, qu'on ne peut pas se refuser à faire cet essai." Le tsar, par peur de la contestation, interdit alors les publications espérantistes en Russie, ce qui a pour effet d'accroître considérablement le prestige et la diffusion de la langue dans beaucoup d'autres pays, l'espéranto étant perçu comme langue internationale démocratique.
Au cours de cette période, l’espéranto est  de plus en plus écrit et parlé. Sept ans après la publication du « Premier Livre » Langue Internationale, en 1894, certains espérantistes qui souhaitent rapprocher l'espéranto des langues romanes demandent des modifications ; Zamenhof, sans y être favorable, propose de les publier , et les  soumet au vote des lecteurs de la revue La Esperantisto. Entre autres, une orthographe avec moins de diacritiques, les marques de l’accusatif -n et du pluriel -j modifiées, le tableau des corrélatifs supprimé, les pronoms et formes grammaticales, et des changements de vocabulaire, avec des mots souvent plus proches du latin. Ce qui correspond à l'introduction d'irrégularités dans la phonétique, dans la série des pronoms, à un vocabulaire moins international etc.Texte d’exemple avec le Notre Père :
Espéranto publié en 1887 :
Patro nia kiu estas en la ĉielo,
sankta estu via nomo,
venu reĝeco via,
estu volo via,
kiel en la ĉielo, tiel ankaŭ sur la tero.
| Espéranto proposé en février 1894 : Patro nue kvu esten in cielo, sankte estan tue nomo, venan regito tue, estan volo tue, kom in cielo, sik anku sur tero. |  | Espéranto proposé en mai 1894 : Patro nose kvu esten in cielo, sankte estan tue nomo, venan reksito tue, estan vulo tue, kom in cielo, sik anku sur tero. |

Ces propositions furent rejetées par 157 voix sur un total de 264 avec des abstentions. La nette majorité de ceux qui s'expriment veut maintenir l'internationalité, la cohérence et une relative stabilité de la langue. C’est toutefois sur ces éléments proposés en modification que porteront ensuite la majorité des projets de réforme.
La progression s'accélère ensuite pour la « langue du Docteur Esperanto » que l'on trouve plus simple et sympathique de nommer « Espéranto ». En Suisse, Hélène Giroud est en 1895 la première femme aveugle au monde à l'apprendre puis à l'enseigner. Professeur d'allemand, âgée de 28 ans, Alice Roux est la première femme à l'apprendre en France. Elle le fait découvrir en 1896 à un lycéen de Louhans, Gabriel Chavet qui, dès l'année suivante, y fonde le premier club d'espéranto de France et l'un des six premiers au monde.

## Début duXXesiècle– Période française, scission de l'Ido et expansion

### Expansion etFundamento de Esperanto

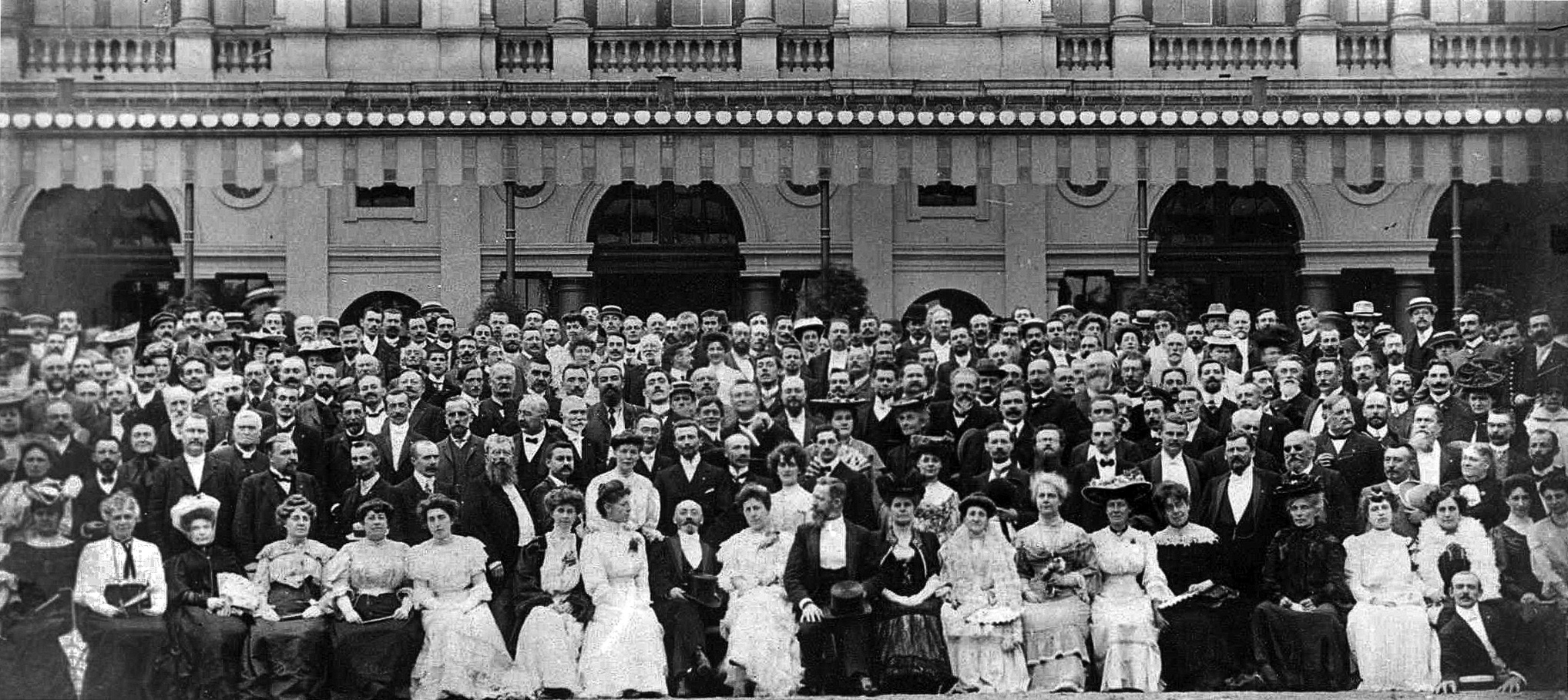
Les participants au premier congrès mondial d’espéranto. Boulogne-sur-Mer, 1905.

La langue se propage hors d'Europe : Canada en 1901, Algérie, Chili, Japon, Malte, Mexique et Pérou en 1903, Tunisie en 1904, Australie, États-Unis, Guinée, Indochine, Nouvelle-Zélande, Tonkin et Uruguay en 1905, etc.
En 1905, lors du premier congrès mondial d’espéranto à Boulogne-sur-Mer, 688 participants originaires de 20 pays démontrent que l'espéranto est parfaitement adapté à la fonction de langue internationale. Afin de maintenir la cohérence et l'unité de la langue, le Fundamento de Esperanto est adopté par les participants et fixe l'ensemble des principes intangibles qui garantissent la stabilité et l'évolution de la langue : seize règles de grammaire qui tiennent sur un recto-verso et un lexique de base d'environ 2000 racines.
Le Comité linguistique est créé en 1905, il constitue la première étape vers la fondation de l'Académie d'espéranto, en 1908, au moment où la langue traversa une crise de « réformite » avec la création de l'Ido.
Théophile Cart, dans les colonnes de Lingvo Internacia, est un des défenseurs du Fundamento. Il fut partisan de la stabilité des bases de la langue, et participa aux controverses sur les questions de morphologie et de syntaxe qui agitaient les cercles espérantistes au début du siècle, ainsi qu'aux polémiques qui mirent alors en péril l'unité de la collectivité espérantophone.

### Propositions de réformes et création de l’ido

Le drapeau de l’ido

En 1901, une délégation pour l'adoption d'une langue auxiliaire internationale est chargée de proposer une langue à des instances dirigeantes. Un comité de travail réuni en 1907 étudie les projets de langue actuels : l’espéranto et l’idiom neutral. La délégation propose d’accepter l’espéranto, mais avec des réformes, qui aboutissent à la création de l’ido par Louis Couturat et Louis de Beaufront. Ces deux responsables s'étaient engagés à défendre l'espéranto. Les premiers manuels et dictionnaires d’ido sont édités en 1910. D’autres projets sont également sur la même logique : l’italico en 1909, le latin-ido, etc.
Les principales modifications de l’ido qui le distinguent de l’espéranto sont : une suppression des six lettres diacritiques (ĉ, ĝ, ĥ, ĵ, ŝ, ŭ) et de la règle une lettre égale un son ; introduction des lettres q, w, x, y inexistantes en espéranto ; une suppression de la marque -n du COD et de l’accord de l’adjectif, ce qui entraine des ambigüités très dommageables pour une langue internationale ; modification des terminaisons (pluriel, conjugaison), ainsi qu’un changement de formation de certains mots et de racines. Les tabelvortoj ou mots du tableau, adverbes et pronoms corrélatifs, sont notamment tous modifiés pour des mots créés à partir de bases latines, ce qui accroit la difficulté d'apprentissage pour les locuteurs des langues non romanes (90 % de la population mondiale).
Ainsi, alors que l’objectif affiché de l’ido est de créer une nouvelle langue internationale, donc mondiale, les espérantophones critiquèrent l’ido pour son retour à davantage de racines latines, à plus d'irrégularités et à moins de cohérence. De fait, l’espéranto a continué à être de très loin la langue internationale auxiliaire la plus utilisée malgré une scission de quelques idistes. D’ultérieures propositions de réforme de l’ido jusque dans les années 1950 n’ont pu lui faire trouver sa place. Au début des années 2010, l'ido ne compte plus que quelques dizaines de locuteurs actifs, et la langue est devenue un sujet d'étude en interlinguistique. L’ido, comme les autres projets de réforme qui seront proposés par la suite, témoigne de la vigueur de l’espéranto, qui a su intégrer certaines propositions à la suite de l'approbation par l’Académie d'espéranto. Parmi elles, on trouve entre autres les suffixes -end (à faire) et -iv (qui peut), le préfixe mis- (action ratée), le remplacement du suffixe -uj dans certaines de ses utilisations, etc.

### Vers l'application pratique

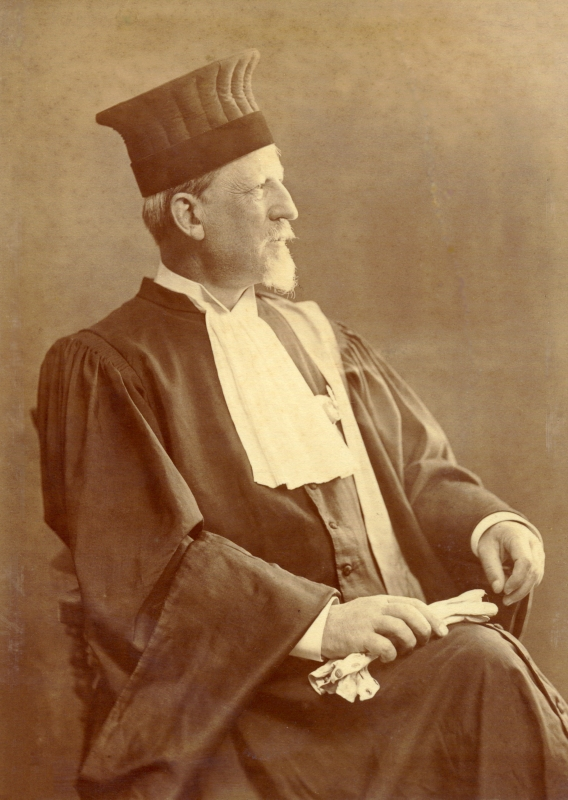
Théophile Cart en 1907

Théophile Cart, écrivain français espérantophone, défenseur de l’espéranto, expliqua parfaitement dans ses écrits de 1905 à 1927 (Vortoj) les risques de réformes successives :
- Le risque d'éclatement entre conservateurs et réformistes ;
- Le risque de chercher en vain une « langue parfaite », parfaitement consensuelle (alors qu’un certain nombre de choix linguistiques sont forcément arbitraires), au détriment de son utilisation ;
- Le risque de dérouter les nouveaux apprenants qui ont besoin d’affirmation que la langue existe bel et bien sous une forme stable ;
- La nécessité néanmoins de la possibilité pour l’espéranto d’une évolution naturelle liée à l’utilisation de celui-ci.

En 1908 la création de l’UEA (Association Universelle d’Espéranto) multiplie les échanges et fortifie l’espéranto.
L'espéranto se tourne davantage vers les applications pratiques : tourisme, commerce...

## 1914–1945 – Période des deux guerres mondiales

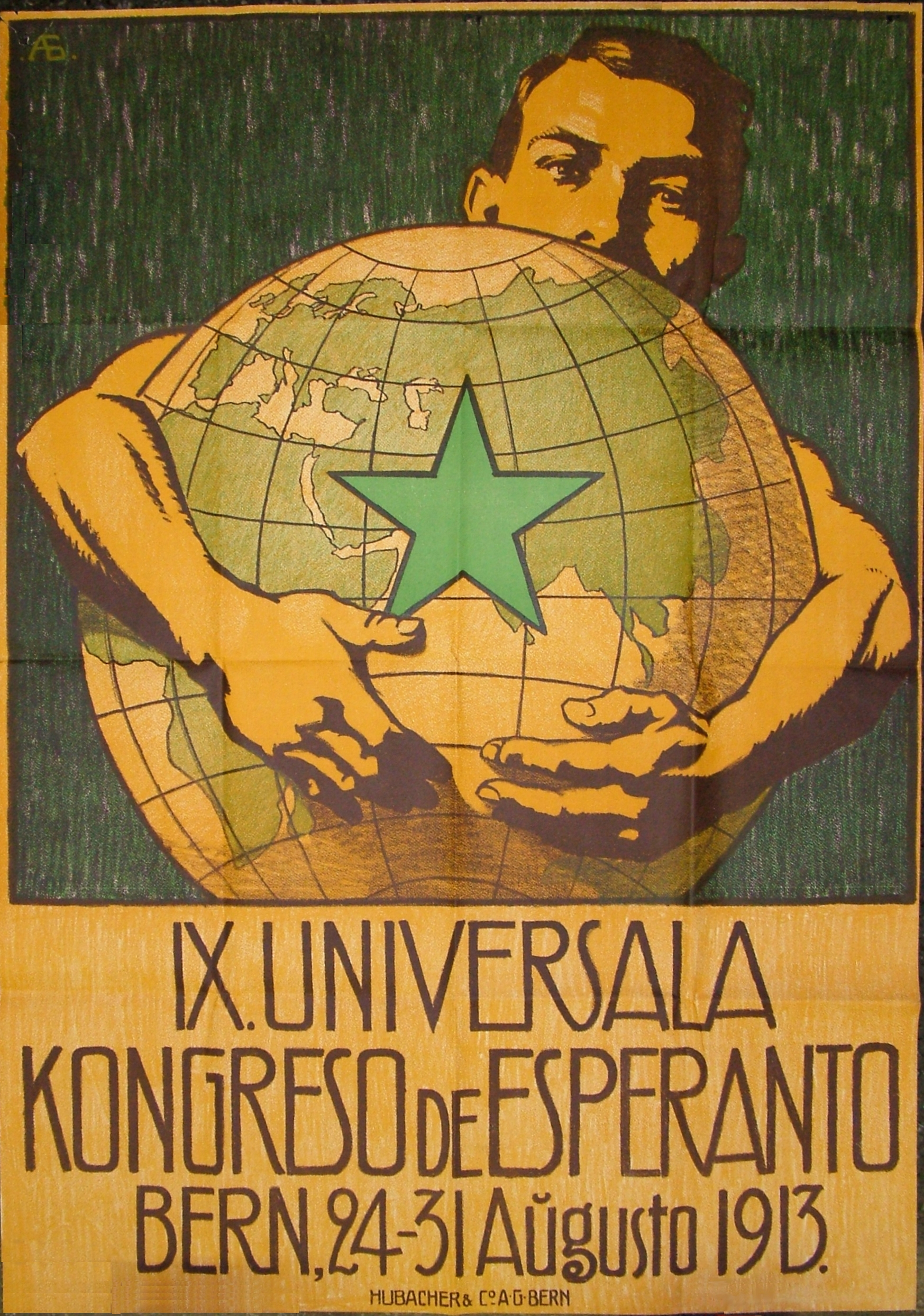
En 1913 à Berne a lieu le dernier congrès mondial d'espéranto d’avant-guerres. Ils reprendront en 1920 après un « petit » congrès aux États-Unis en 1915.

L’époque de la Première Guerre mondiale marque un coup d’arrêt pour l’espéranto, avec de nombreux espérantophones qui meurent au front, tandis que décède Zamenhof en 1917. Toutefois, la langue est maintenue par l’association mondiale d’espéranto qui s’interroge depuis Genève sur les espérantophones présents parmi les prisonniers et par la YMCA et la Croix-Rouge qui diffusent des brochures d’espéranto. De son côté, en 1919, René de Saussure, frère du célèbre linguiste propose une nouvelle réforme de l’espéranto, l’Esperantido. Il continuera à proposer d’autres réformes, souvent orthographiques : Antido en 1920, lingvo kosmopolita, lingvo internatsia de antido, Nov-Esperanto en 1925, Esperanto 2.
Après la boucherie de la guerre de 14-18, les idées pacifiques et internationalistes deviennent très populaires, ce qui favorise l'espéranto. A l'initiative du président Wilson a lieu la création de la Société des Nations en 1920. Trois langues de travail sont admises: le français, l'anglais et l'espagnol. La facilité de l'espéranto est constatée par Inazō Nitobe, membre de l’Académie Impériale du Japon, vice secrétaire général de la Société des Nations, qui avait participé au congrès mondial d’espéranto de Prague en 1921 pour se rendre compte par lui-même de l’efficacité de cette langue.  En 1922, il déclare dans un rapport intitulé "Esperanto as an International Language" que : "On peut affirmer avec une certitude absolue que l'espéranto est de huit à dix fois plus facile que n'importe quelle langue étrangère et qu'il est possible d'acquérir une parfaite élocution sans quitter son propre pays. Ceci est en soi un résultat très appréciable.".
Dans un premier temps, l’espéranto est refusé comme langue admise dans toutes les écoles du monde, demande déposée au siège de la Société des Nations en décembre 1921 par onze pays parmi lesquels l'Inde, la République de Chine, la Perse et l'Afrique du Sud. En septembre 1922 fut proposée l’adoption de l’espéranto comme langue de travail auxiliaire de la SDN . Treize délégués de pays incluant ensemble près de la moitié de la population mondiale, dont la Chine, l’Inde et le Japon votèrent la proposition contre un seul, le délégué français Gabriel Hanotaux qui mit son véto. Hanotaux n’appréciait pas le fait que le français perde sa position de langue diplomatique et voyait dans l’espéranto une menace. Deux ans après, la SDN recommandait que ses États membres incluent l’espéranto dans leurs programmes d’éducation. À partir de ce moment, l'espéranto devient la langue internationale auxiliaire.
En 1923, quarante-deux savants de l'Académie des sciences émettent un vœu en faveur de son enseignement en tant que « chef-d'œuvre de logique et de simplicité ».
Dès 1922, son enseignement est dispensé en Allemagne à 20 000 élèves par 630 enseignants. L’enseignement en France est tantôt accepté, tantôt refusé, au gré des gouvernements se succédant. En 1938, le ministre de l'Instruction publique du Front populaire Jean Zay estime souhaitable d'en faciliter l'étude. Son enseignement est admis dans le cadre des activités socio-éducatives par une circulaire ministérielle du 11 octobre 1938, dont le texte est toujours valide.
En U.R.S.S., Nicolas Marr, linguiste officiel du régime, fait l'hypothèse que les langues modernes tendent à fusionner dans un langage commun dans une société communiste. L'anticipation de cette future langue unifiée conduit à la popularité de l'espéranto dans le pays. Ainsi, le linguiste anglais Edward Thorndike constate au début des années 1930 que l'espéranto est aussi répandu que l'allemand en Union soviétique. Il est la principale activité culturelle de Laponie, sur la ligne ferroviaire de Luleå à Narvik. À cette époque apparait le premier dictionnaire unilingue en espéranto qui fait référence, le Plena Vortaro, élaboré sous la direction de Émile Grosjean-Maupin et édité par l’association mondiale anationale (SAT).
Cependant, la montée des régimes nationalistes et totalitaires va entraîner un reflux de l'espéranto à partir des années 30. Pour Hitler, l'espéranto est une langue représentant la conspiration juive  et la franc-maçonnerie . Par la suite, Staline le dénonce comme lié au cosmopolitisme bourgeois. Beaucoup d'espérantistes sont enfermés dans des camps de concentration et souvent y périssent. Dans l'empire japonais, en Chine, en Espagne, au Portugal etc., les régimes dictatoriaux de cette période pratiquent à son égard une politique un peu moins violente, mais qui va dans le même sens.

## Seconde moitié duXXesiècle
La guerre froide entrave ensuite les échanges Est-Ouest, et l'anglais, en liaison avec l'hégémonie des Etats-Unis, s'impose comme la langue principale de communication internationale. La déstalinisation après 1953 permet un nouvel essor de l'espéranto dans les pays de la zone soviétique. Le mouvement espérantiste va reprendre de la vigueur. L’UNESCO va reconnaître à l’espéranto un rôle positif dans les relations internationales par deux résolutions votées en 1954 puis en 1985.

### Naissance du «système x»
Dans les années 1960, à l'époque du code ASCII ont été créées diverses méthodes de rendu des lettres diacritées, dont la plus populaire était celle consistant à remplacer les lettres avec accent par les lettres correspondantes sans accent suivies de la lettre x, et on l'utilisait également après le u pour noter le ŭ :
- serĉi → sercxi,
- manĝi → mangxi,
- ĥirurgio → hxirurgio,
- ĵurnalo → jxurnalo,
- ŝuo → sxuo,
- malgraŭ → malgraux.

La lettre x n’est pas utilisée en espéranto ; par cette méthode il est donc possible d'utiliser des convertisseurs automatiques de x en ^, alors que le système h proposé en 1905 par Zamenhof bute sur des mots composés que l'on peut néanmoins écrire avec un petit tiret, comme flughaveno (flug-haveno, « aéroport »), longhara (long-hara, « aux cheveux longs »), dishaki (dis-haki, « hacher menu »), chashundo (ĉas-hundo, « chien de chasse »), etc., où le h est une lettre à part entière et non le substitut d'accent de la lettre qui le précède. Le système x avait aussi l'avantage de permettre le tri alphabétique : ŝelo (« coquille ») vient après sola (« seul »), ce qui est respecté avec le système x (sxelo) mais pas le système H (shelo).
Les progrès de l'informatique à partir du début des années 2000 permettent de résoudre ce problème et d'écrire facilement les lettres accentuées, ou les x d'autres langues. Par exemple sur Wikipedia, après Insérer (haut de la page), taper le signe caractères spéciaux  et choisir "latin".

### Dictionnaire monolingue

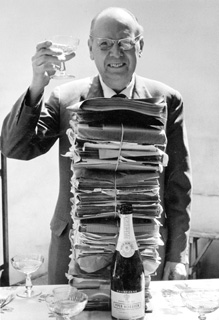
Gaston Waringhien, directeur du PIV

Le Plena Vortaro est largement étendu et publié en 1970 sous le nom de Plena Ilustrita Vortaro (PIV), fruit de la collaboration entre espérantophones et linguistes, coordonnés sous la direction de Gaston Waringhien. Suivent plusieurs rééditions jusqu’en 2005. Depuis 2012, il est disponible en ligne, actualisé en 2020. Il contient un index de plus de 15 200 éléments lexicaux, pour un peu plus de  39 400 mots recensés.

### Participes-ataet-ita
La différence entre les participes -ata et -ita est nettement indiquée dès le Fundamento : au § 25 de l'Ekzercaro on peut lire : « Kiam via domo estis konstruata, mia domo estis jam longe konstruita ; quand votre maison était en construction, ma maison était déjà construite depuis longtemps. » Dans ces conditions le -a- ne marque pas le présent mais l'inachèvement, comme l'imparfait français.
Cependant, après la Première Guerre mondiale et la mort de Zamenhof, une nouvelle tendance se développa dans les pays de langue germanique ; celle de voir dans cette lettre « a » la marque effective du présent. « Riparata veturilo » ne signifiait plus « voiture en réparation », mais « voiture actuellement réparée, et donc en état de marche ». On voit la confusion qui pouvait en résulter et pendant une quarantaine d'années les espérantophones se divisèrent en atistes et itistes (du moins ceux qui s'intéressaient à la question).
Seulement, si les premiers comptaient dans leurs rangs un grand nombre de théoriciens, l'immense majorité des auteurs, et surtout ceux qui étaient beaucoup lus, étaient itistes sans état d'âme. La partie n'était donc pas égale. Dans les années soixante Gaston Waringhien décida de faire trancher la question par l'Académie qu'il présidait ; les atistes réussirent d'abord à retarder la décision par des astuces de procédure, mais de nouvelles élections à l'Académie donnèrent à leur adversaire une majorité trop forte. La question qui fut posée était celle-ci : si l'on voit cet engagement, « Ni garantias, ke la domoj detruitaj dum la milito estos rekonstruataj post du jaroj » (Nous garantissons que les maisons détruites pendant la guerre seront reconstruites dans un délai de deux ans), l'engagement sera-t-il tenu si la reconstruction a seulement déjà commencé ou faudra-t-il que les maisons soient achevées ? À la majorité l'Académie adopta le premier point de vue.
Cette querelle académique rappelle que l'espéranto est une langue claire et précise qui a les qualités d'une langue pont efficace.

### Espéranto et domaines spécialisés

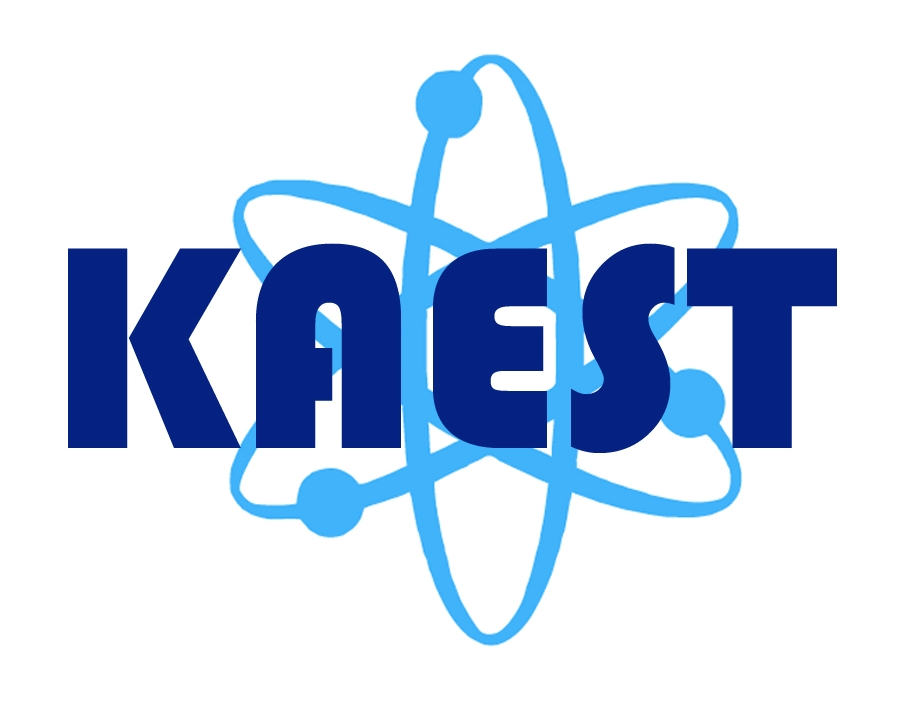
Logo de KAEST, « Conférence sur les applications de l'espéranto dans les sciences et les technologies »

En 1987 est créé le centre de terminologie d’espéranto (CTE), dont les objectifs sont d’améliorer et d’unifier les travaux terminologiques en suivant la normalisation terminologique à l’international. Ce centre publie et révise des normes et organise également des débats internationaux relatifs à la terminologie. Ainsi, l’espéranto est représenté au sein des organismes tant nationaux qu'internationaux actifs dans le domaine de la terminologie par la collaboration du CTE, notamment avec Infoterm, le pendant du CTE au sein de l'Unesco.
De fait, le développement de l’informatique et des sciences s’appuyant sur ce nouvel outil aboutit à la création et à l’adoption de mots techniques nouveaux par un processus identique aux autres langues officielles d’Etats. Les associations spécialisées d'espéranto se développent également à la fin du XXe siècle dans les domaines politiques, religieux, scientifiques, du travail, des occupations et styles de vie. La capacité de la langue comme outil de communication, parfois vu comme trop simpliste ou peu adapté à la discussion spécialisée, n’est plus alors contestée.

### Évolutions de saisie et tentatives de réformes

UTF-8, qui gère entre autres les caractères accentués de l’espéranto, est présent en majorité sur Internet depuis 2008

Depuis l’apparition de l’Unicode en 1991 et de formats dérivés tels que l’UTF-8 en 1992, les deux systèmes de substitution « système h » et « système x » sont en net recul car les systèmes informatiques actuels permettent de gérer les caractères ĉ, ĝ, ĥ, ĵ, ŝ et ŭ nativement sous certaines distributions Linux, ou avec un programme annexe pour d'autres systèmes.
L’espéranto continue à toucher des domaines variés sans être en manque d’expressions, pourtant des projets de réforme continuent d’être proposés, mais qui n'aboutissent pas pour la quasi-totalité  à une langue parlée. Moins d'une demi-douzaine d'entre eux a plus de 100 locuteurs. Par exemple, en 1996 : l’Esperanto sen fleksio où Richard Harrison, éditeur d’une revue américaine sur les langues construites, propose de supprimer l’accusatif, mais aussi la marque du pluriel. Il souhaite que les verbes restent à l’infinitif (le temps étant précisé par le contexte ou des adverbes). Ceci témoigne de la volonté de rapprocher apparemment la grammaire de l’espéranto de certaines caractéristiques du chinois ou de l'anglais. Le risque est un accroissement  important des amphibologies et ambigüités très dommageable pour une langue internationale, pour laquelle le critère de clarté est essentiel.

### L'espéranto est la langue internationale construite la plus répandue
Après plus d'un siècle d'existence et malgré la concurrence surtout virtuelle de plusieurs centaines de projets élaborés avant ou après l'espéranto, cette langue est de très loin la première dans cette catégorie. Plusieurs centaines de ces projets sont restés à l'état d'ébauches et sont surtout étudiés par des spécialistes d'interlinguistique. Quelques très rares projets ont fonctionné comme langues planifiées. Ainsi la diffusion de journaux dans une de ces langues s'est réalisée à 91,6% en espéranto. seules deux autres langues dépassant légèrement les 2%

## Début duXXIesiècle

### Des débats sur la langue
Comme pour toute langue vivante, des réformes et des néologismes sont proposés par certains locuteurs, l'Académie d'Espéranto, suivie par le plus grand nombre, avalisant ou rejetant ces innovations et maintenant l'unité de la langue.

#### Écriture et prononciation
Peu de réformes orthographiques ont eu lieu en espéranto au niveau de l’alphabet, même si des propositions diverses ont été formulées et écartées. L’académie d’espéranto s’est fortement opposée à toute modification de l’alphabet de la langue, rappelant en 1982 et 2007 que la seule alternative aux lettres diacritées est celle du « système H » présenté dans la Fundamenta Gramatiko.
On remarque cependant que la lettre ĥ, très peu utilisée, a souvent laissé sa place à la lettre k dans des mots comme meĥanismo ou teĥniko. Dans de rares cas, elle a été remplacée par une autre lettre, comme Ĥinujo → Ĉinujo (Chine). Ce changement n’est pas systématique : ĉeĥo signifie toujours « un tchèque » (habitant) et ĉeko « un chèque » (de banque).
Concernant la prononciation, comme l’espéranto est une langue auxiliaire internationale, il est parlé en tant que deuxième langue par des personnes de langues maternelles différentes. Certains  phonèmes sont donc réalisés légèrement différemment par différentes personnes. Par exemple, /r/ peut être prononcé [r] (comme en russe), [ɾ] (comme en espagnol) ou [ʁ] (comme en français standard), et cela dès  les débuts de la langue. Les voyelles sont à prononcer plutôt ouvertes comme en italien et dans des langues slaves, mais on rencontre fréquemment celles-ci davantage ouvertes, notamment en fin de mot. Il n’y a pas à proprement parler de diphtongue en espéranto, mais on remarque toutefois leur apparition chez quelques locuteurs, dans certains mots comme bieno (/bieno/ prononcé parfois incorrectement /bijeno/) ou miliono (/miliono/ prononcé /miljono/). De même, une assimilation par dévoisement (subtaso prononcé /suptaso/) ou par nasalisation (banko prononcé /baŋko/) a parfois lieu, et est tolérée car elle ne prête généralement pas à confusion. Cependant, compte tenu de l'écriture phonétique, de la régularité de l'accent tonique, du développement des communications internationales, de l'enseignement et des méthodes d'apprentissage audiovisuelles modernes disponibles sur Internet, la prononciation a tendance à s'améliorer dans les nouvelles générations et à se rapprocher de la prononciation standard correcte, phénomène comparable à celui qui se passe pour la majorité des langues nationales à l'intérieur d'un pays.

#### Agglutinement ou néologismes?
L’espéranto emprunte certains traits des langues agglutinantes, comme la possibilité de combiner une racine avec plusieurs affixes (par exemple exemple mal/parol/em/ul/o, un taiseux, « quelqu’un qui n’a pas tendance à parler »), ou d’avoir dans son vocabulaire des mots composés formés de plusieurs racines assemblées (exemple post/tag/mezo, l’après-midi, « l’après milieu du jour »). Dans le mot composé, comme en anglais, le mot principal se trouve à la fin.
L'introduction de nouvelles racines n'a pas cessé depuis 1887. L'espéranto qui comptait un peu plus de 1000 racines lors de la parution du premier livre en 1887 en compte aujourd'hui entre 15000 et 20 000, du fait de la modernité et de l'insertion de plus en plus grande de racines scientifiques et techniques. Le nombre de mots logiquement déduits des racines est au moins cinq fois plus important.
Au cours du XXe siècle, certains auteurs ont introduit de nouvelles racines, notamment lors de traductions d’ouvrages comme Le Seigneur des Anneaux vers La Mastro de l’ Ringoj par William Auld par souci de respecter le nombre de racines lexicales de l’anglais originel, la chanson ou la poésie pour le nombre de syllabes par vers, ou simplement par envie de faire grandir le vocabulaire, comme l’a mentionné à plusieurs reprises le poète Jorge Camacho, par exemple dans l’essai La Mava Lingvo (eo).
Cette tendance a été fortement critiquée par certains espérantophones dont la langue natale est agglutinante ou isolante, comme des sinophones, ainsi que par certains linguistes et professionnels de la langue : le traducteur et interprète Claude Piron va d’ailleurs jusqu’à critiquer le recours inutile aux néologismes empruntés à des racines européennes étrangères à la langue. Dans son livre intitulé La Bona Lingvo (eo), il soutient que l’espéranto est facile parce que sa structure se rapproche de celle de la pensée grâce à son principe agglutinant qui permet de s'exprimer en associant d'une manière créative dans un mot composé des morphèmes  invariables et autonomes. L’auteure Anna Löwenstein et Renato Corsetti, ex-président de l’association mondiale d’espéranto, ont publié dans la veine de Piron sur le site bonalingvo.net.
De fait, il est assez fréquent que les deux pratiques se heurtent ; les critiques de livres prennent en compte cet état de fait à leur parution, et il n’est pas rare de constater des discussions tranchées sur le sujet entre espérantophones, au même titre que celles qui ont lieu en français concernant les réformes de l’orthographe.

#### Noms de pays

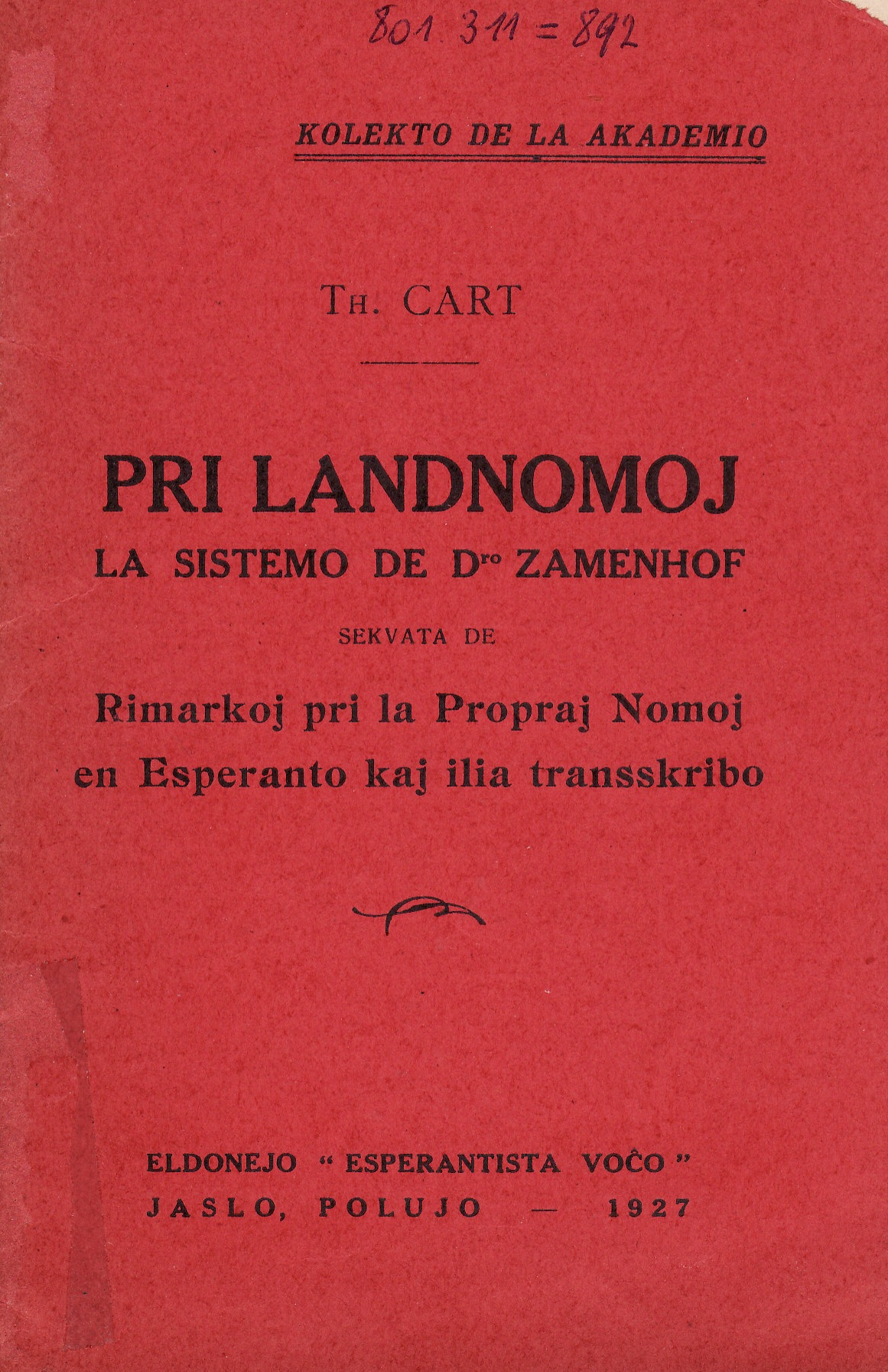
Pri Landnomoj, de Théophile Cart, fait le bilan des deux catégories de noms de pays et prend le parti de ne pas utiliser -io.

Originellement, Zamenhof propose deux catégories de noms de pays : ceux découlant d’une ethnie, à laquelle on ajoute -ujo (exemples franco → Francujo, italo → Italujo, ĉino → Ĉinujo) et ceux qui relèvent d’une existence géographie qui a donné lieu à un peuple (exemples Brazilo → brazilano, Irano → iranano, Aŭstralio → aŭstraliano).
Par neutralité et par souci d’homogénéité, les noms de pays du premier groupe ont été écrits en 1922 avec la finale -io, notamment dans certains numéros de la revue Esperanto de l’association mondiale d’espéranto. Ainsi : Francio, Italio, Ĉinio. On perd toutefois ainsi la possibilité de savoir si un pays appartient à l’un des deux groupes de formation : dit-on ĉilo ou ĉiliano, pour le Chili (Ĉilio) ?
Une troisième voie est suivie par d’autres espérantophones, en systématisant le suffixe -lando à tous les noms de pays : Ĉinlando, Brazillando, etc.
L’Académie d’espéranto a tenté de trancher sur le sujet en 1908 (désaccord), 1974 (accord), 1985, 1989 et 2003, mais les deux pratiques subsistent, et certains écrivains ont même publié des essais sur le sujet, par exemple Rusoj loĝas en Rusujo (eo) d’Anna Löwenstein, en 2007, ou Pri Landnomoj de Théophile Cart dès 1927. Les différentes solutions sont compréhensibles. La dernière décision de l'Académie fait autorité majoritairement.

#### Réforme des genres – Iĉisme et riisme
Depuis la fin des années 1990, quelques espérantophones aimeraient une stricte égalité apparente des formes masculine et féminine de la langue. Plusieurs propositions ont été formulées, et si elles demeuraient peu connues et rarement utilisées, leur usage tend à croître, notamment chez la jeunesse.

##### Iĉisme
En espéranto, la majorité des racines a une signification sémantiquement neutre (cf. PMEG §4.3) comme pour les animaux, les professions, et de façon générale les mots terminés par un suffixe (-an-, -ul-, -ist-, -ant-…). Cependant, un certain nombre de racines très communes ont un sens exclusivement masculin : vir'o homme, knab'o garçon, patr'o père, frat'o frère, sinjor'o monsieur/seigneur, reĝ'o roi etc. Auxquelles, on ajoute le suffixe -in- pour marquer le féminin, fonctionnement hérité entre autres du latin. Les racines ayant un sens exclusivement féminin sont quant à elles plus rares, on notera dam'o dame, femin'o femme, muzo une muse.
L’iĉisme consiste à utiliser le suffixe -iĉ- pour marquer le masculin par symétrie avec le suffixe féminin -in-, et en remplacement du préfixe vir- (cf. Plena Manlibro de Esperanta Gramatiko §39.1.13). Il a été créé par analogisme entre -in- et les suffixes diminutifs affectifs -nj- (féminin) et -ĉj- (masculin) qui donnent panjo et paĉjo, respectivement maman et papa. Par exemple ŝafiĉo au lieu de virŝafo pour un bélier, ŝafino et ŝafo restant inchangés pour une brebis et un mouton. En l'occurrence, comme le précise le manuel de grammaire sus-cité (PMEG), il peut être intéressant de remarquer que pour désigner des personnes, le préfixe vir- est rarement employé, on dira plutôt « vira prezidanto » que « virprezidanto » pour désigner un président masculin. Là où l'usage du suffixe -in- est nécessaire pour féminiser un mot commun ayant une racine masculine.
La question épineuse qui se pose alors tient d'une part à l'usage et de l'autre à la classification des racines. Or, l'une et l'autre sont fortement sujettes à des interprétations variables qui dépendent du contexte sociaux culturels d'une personne à l'autre, comme il est indiqué dans le PMEG. Où il est aussi établi que dans les faits à l'usage, la précision du masculin est bien souvent omise, même lorsqu'elle serait nécessaire, ce qui à contrario n'est pas le cas du féminin.
Ainsi le mot pastr'o étant de racine neutre, il désigne un prêtre qu'il s'agisse d'un homme ou d'une femme, sans qu'il soit nécessaire de lui accoler d'affixe. Pourtant, les partisans du suffixe -iĉ- indique que celui-ci permettrait de rétablir une symétrie, pastr'o serait plus clairement neutre, et pastrin'o et pastriĉ'o préciseraient quand nécessaire, le genre respectivement féminin et masculin. L'idée derrière étant que dans une culture n'ayant pas de prêtre femme, cette racine pourrait avoir une connotation masculine. Tout est question de représentation et de stéréotype, ce qui de près ou de loin peut s'apparenter aux débats sur l'écriture inclusive en France.
Dans la mesure où l'usage neutre des racines sémantiquement masculines (réciproquement féminines) peut causer d'important malentendu comme pour patro d'autres espérantistes iĉistes essaient plutôt de mettre en lumière des racines neutres pour remplacer les racines qui ne le sont pas, comme parento "parent" afin de garder un usage plus cohérent. Parfois, c'est l'utilisation plus large du préfixe ge- signifiant la mixité et qui a initialement plutôt une valeur de pluriel, qui est suggérée pour rendre neutre des racines ne l'étant pas comme patro père qui devient gepatro parent, alors qu'en théorie la valeur de pluriel de ge- donneraient gepatroj parents.
D'autres arguent pour que les certaines racines sémantiquement masculines et plus rarement féminines soient utilisées de façon neutre, par exemple : patro pour parent, et l'on aurait alors patriĉo pour père, patrino pour mère.
Pour la majorité des espérantistes, il suffit de rappeler la règle 11 du Fundamento, qui indique que lorsqu'il y a un mot composé, comme tous les mots qui se terminent avec -in (être féminin), "le mot fondamental doit toujours être à la fin". De ce fait, dès sa création, l'espéranto peut être considéré comme une langue équitable aussi entre les genres. Les propositions précédentes sont souvent considérées comme des complications inutiles.[réf. nécessaire]

##### Riisme
Le riisme est issu d’une proposition apparue dans les années 1990, d’introduire en plus des modifications de l’iĉisme, le pronom ri pour la 3e personne en remplacement ou en complément des pronoms existants (li pour le masculin, ŝi pour le féminin et ĝi pour le neutre). D’autres locuteurs préfèrent l’utilisation de la contraction ŝli ou du pronom neutre ĝi. Dans le courant des années 2010, le pronom ri commence à être utilisé pour parler des personnes qui ne se reconnaissent ni dans le genre masculin ni dans le genre féminin, devenant de fait une sorte de 3e genre et perdant son caractère de neutralité imaginé lors de sa proposition initiale. Ces propositions n'ont pas d'équivalent dans les langues les plus parlées et ne sont pas utilisées par la très grande majorité.

### Internet et nouvelle période d'expansion

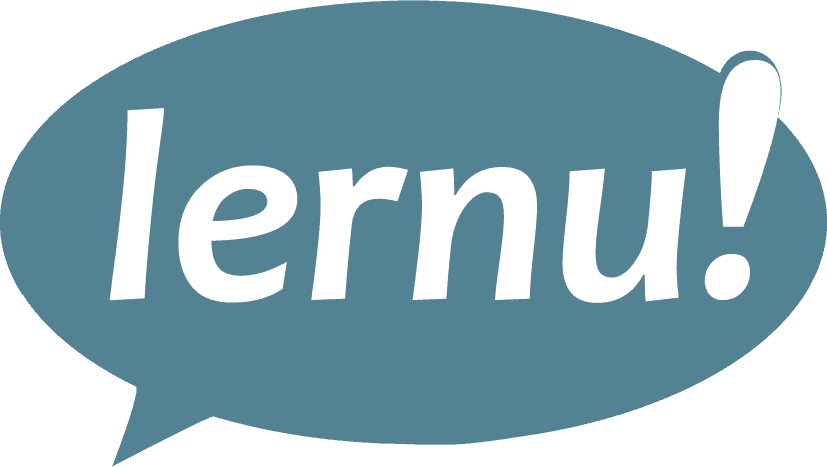
lernu! premier site internet d'apprentissage de l'espéranto.

L'espéranto fait son apparition sur les réseaux sociaux généralistes et spécialisés permettant aux espérantophones et aux apprenants d'échanger avec des correspondants par messagerie électronique, listes de diffusion, VOIP et autres sites Internet.
En 2001, la version espérantophone de Wikipédia est lancée, et franchit le cap des  215 000 articles au 26 mai 2015, des 250 000 articles le 18 septembre 2018, des 300 000 articles début 2021. C'est une des 35 premières langues par le nombre d'articles, et ceci sans être soutenue par un Etat. Elle est devenue un des sites Internet espérantophones les plus populaires. En 2002, lernu! premier site internet d'apprentissage de l'espéranto voit le jour ; il sera suivi par plusieurs autres permettant à plusieurs millions de personnes d'apprendre l'espéranto gratuitement en ligne ; à partir de 2007, une rencontre annuelle dédiée aux apprenants d'espéranto par Internet est créée : Somera Esperanto-Studado (SES). Dans le but de faciliter son emploi sur l’Internet, le chinois He Yafu a proposé d’ailleurs de rapprocher l’espéranto de l’anglais et invente une réforme en 2002, le Mondlango, qui emploie notamment les 26 lettres de l’alphabet latin. Mais ce projet n'aboutit pas à une langue parlée.
Depuis 2008, l'institut hongrois de langues étrangères ELTE-ITK propose des examens d'espéranto conformes au cadre européen commun de référence pour les langues (CECR) pour les niveaux B1, B2 et C1, donnant lieu à délivrance d'un certificat reconnu dans les États membres de l'Union européenne. Par ailleurs, les démarches se poursuivent pour faire admettre l'espéranto comme langue à part entière dans l'enseignement, et auprès des organisations internationales pour son adoption comme langue internationale. La Hongrie propose une épreuve d'espéranto au niveau du baccalauréat.
En mai 2012, la Commission européenne rejette une demande qui visait à faire de l’espéranto la langue recommandée pour le chant de l’hymne européen, au motif que, outre l’impossibilité légale de la mesure, cela entrerait en conflit avec l’objectif de promotion de l’héritage culturel des pays membres. En février 2013 une pétition est lancée dans le but de faire de l'espéranto une des langues officielles de l'Union européenne.
En 2016, Espéranto-France a lancé une préparation à une future épreuve écrite d'espéranto comme langue facultative au baccalauréat et propose aux lycéens intéressés de passer un bac blanc d'espéranto. Le premier examen blanc de ce type a eu lieu le samedi 4 juin 2016, ; cependant l’introduction de l'espéranto dans la liste des langues facultatives au baccalauréat dépend d’une décision du ministère de l’Éducation nationale. Le 12 avril 2017, la directrice générale de l’enseignement scolaire précise par une lettre qu’« il est tout à fait possible d’entreprendre, dans les établissements où l’enseignement de l’espéranto pourrait se développer, une démarche expérimentale à l’échelle locale ».
L'application Amikumu est lancée en 2017 par 2 espérantistes. Elle permet de repérer des espérantistes et des locuteurs d'autres langues à proximité.
L'application gratuite Duolingo a développé un cours pour l'espéranto d'abord disponible en anglais, en espagnol et en portugais puis en français (sortie le 14 juillet 2020) et va l'être bientôt en chinois. Il y a déjà eu plus d'un million d'apprenants.
La facilité de la langue soulignée déjà par Tolstoï est encore accrue par les applications disponibles sur Internet.